# Parafia Wniebowzięcia Najświętszej Maryi Panny w Radenicach
Parafia Wniebowzięcia Najświętszej Maryi Panny w Radenicach − parafia rzymskokatolicka znajdująca się w archidiecezji lwowskiej w dekanacie Mościska.
Parafia nie posiada własnego proboszcza i jest administrowana dojazdowo przez proboszcza w parafii Strzelczyska.